# The Sixteenth Century Journal
The Sixteenth Century Journal (SCJ, zwischen 1970 und 1971 als Sixteenth Century Essays and Studies) ist eine seit 1969 quartalsweise erscheinende historische Fachzeitschrift der Sixteenth Century Society zum 16. Jahrhundert, was weiter gefasst den Zeitraum zwischen 1450 und 1648 mit einem globalen Fokus abdeckt. Neben Geschichte möchte man auch Kunstgeschichte, Literatur, Religionswissenschaft, Gender Studies, Wissenschaftsgeschichte, Musik, materielle Überlieferung und weitere Aspekte abdecken.